# ショートダンス
ショートダンス（英語: Short Dance）は、フィギュアスケートのアイスダンスで行われる種目のひとつ。2010-2011年シーズン以降の国際スケート連盟主催競技会では、フリーダンスとの2種目でアイスダンス競技が行われる。

## 概要
シーズン毎に指定されたリズムとテンポに対し自由に選曲した音楽を用い、演技時間である2分50秒（±10秒）に定められた必須要素を行う。必須要素のうちには1分程度続くあらかじめ定められたステップパターンの滑走も含まれる。ヴォーカル入りの音楽を用いることも許されている。
ステップパターン滑走部分をパターンダンスパート、それ以外をクリエイティブパートと呼ぶが、パターンダンスパートは演技時間中のどこに置かれてもよい。

## 歴史
2010年6月に開かれたISU総会において、それまでのオリジナルダンスに代わるものとして導入された。2010-2011年シーズンから、ISU主催競技会ではショートダンスとフリーダンスの2種目で競技とされ、またISUルールに基づく他の競技会はショートダンスとフリーダンスの2種目、またはパターンダンスとフリーダンスの2種目、またフリーダンスのみの1種目で競技するとされた。2018-2019年シーズンからはショートダンスがリズムダンスに名称変更された。

## 必須要素(シニアクラス)
| シーズン  | パターンダンスパート                                                  | ステップシークエンス | シークエンシャルツイズル | ショートリフト |
| --------- | --------------------------------------------------------------------- | --- | ------------------------ | -------------- |
| 2010-2011 | パターンダンス2セクション                                             | 非接触ミッドラインステップシークエンス | 1つ                      | 1つ            |
| 2011-2012 | パターンダンス2セクション                                             | 非接触サーキュラーステップシークエンス | 1つ                      | 1つ            |
| 2012-2013 | パターンダンス2セクション                                             | 非接触ミッドラインステップシークエンス または 非接触サーキュラーステップシークエンス                                                                                           | 1つ                      | 1つ            |
| 2013-2014 | パターンダンス2セクション                                             | 非接触ミッドラインステップシークエンス または 非接触ダイアゴナルステップシークエンス または 非接触サーキュラーステップシークエンス                                             | 1つ                      | 1つ            |
| 2014-2015 | パターンダンス1セクションパーシャルステップシークエンス(ホールドあり) | 非接触ミッドラインステップシークエンス または 非接触ダイアゴナルステップシークエンス                                                                                           | 1つ                      | 1つ            |
| 2015-2016 | パターンダンス2セクション                                             | パーシャルステップシークエンス(ホールドあり) | 1つ                      | 1つ            |
| 2016-2017 | パターンダンス1セクション                                             | パーシャルステップシークエンス(ホールドあり)非接触ミッドラインステップシークエンス または 非接触ダイアゴナルステップシークエンス または 非接触サーキュラーステップシークエンス | 1つ                      | 1つ            |
| 2017-2018 | パターンダンス1セクション                                             | パーシャルステップシークエンス(ホールドあり)非接触ステップシークエンス(いずれの形でもよい)                                                                                     | 1つ                      | 1つ            |

## 課題

### シニアクラス
| シーズン  | パターンダンス         | リズムダンスパート（2017-2018年まではクリエイティブパート）                                                    |
| --------- | ---------------------- | --- |
| 2010-2011 | ゴールデンワルツ       | ワルツ、フォックストロット、クイックステップ、タンゴの中から1つから3つを選択                                   |
| 2011-2012 | ルンバ                 | チャチャ、ルンバ、サンバ、マンボ、メレンゲの中から1つから3つを選択                                             |
| 2012-2013 | ヤンキーポルカ         | ポルカ、ワルツ、マーチの中から1つから3つを選択                                                                 |
| 2013-2014 | フィンステップ         | クイックステップまたは、クイックステップとフォックストロット、チャールストン、スウィングの中から1つか2つを選択 |
| 2014-2015 | パソドブレ             | スパニッシュダンスリズムの中から1つから3つを選択(ただし、スパニッシュタンゴは除く)                             |
| 2015-2016 | ラベンスバーガーワルツ | ワルツとフォックストロット、マーチ、ポルカの中から1つから3つを選択                                             |
| 2016-2017 | ミッドナイトブルース   | ブルースとスウィング、ヒップホップの中から選択                                                                 |
| 2017-2018 | ルンバ                 | ラテンアメリカリズムの中から選択                                                                               |
| 2021-2022 | ミッドナイトブルース   | ストリート・ダンス・リズム、ジャズ、レゲエ、ブルースの中から最低2つを選択                                      |

### ジュニアクラス
| シーズン  | パターンダンス       | クリエイティブパート                                                                          |
| --------- | -------------------- | --------------------------------------------------------------------------------------------- |
| 2010-2011 | ヴィニーズワルツ     | ワルツ、フォックストロット、クイックステップ、タンゴの中から1つから3つを選択                  |
| 2011-2012 | チャチャコンゲラード | チャチャまたは、チャチャとルンバ、サンバ、マンボ、メレンゲの中から1つを選択                   |
| 2012-2013 | ブルース             | ブルースまたは、ブルースとスウィング、ヒップホップの中から1つを選択                           |
| 2013-2014 | クイックステップ     | クイックステップまたは、クイックステップとフォックストロット、チャールストンの中から1つを選択 |
| 2014-2015 | シルバーサンバ       | サンバまたは、サンバとルンバ、チャチャ、マンボ、メレンゲ、サルサの中から1つを選択             |
| 2015-2016 | スターライトワルツ   | ワルツとフォックストロット、マーチ、ポルカの中から1つから3つを選択                            |
| 2016-2017 | ブルース             | ブルースとスウィング、ヒップホップの中から選択                                                |
| 2017-2018 | チャチャコンゲラード | ラテンアメリカリズムの中から選択                                                              |
| 2021-2022 | ブルース             | ストリート・ダンス・リズム、ジャズ、レゲエ、ブルースの中から最低2つを選択                     |